# クエスチョン・オブ・タイム
『クエスチョン・オブ・タイム』（原題：A Question of Time）は、スコットランドのミュージシャン、ジャック・ブルースが1989年に発表した、ソロ名義では9作目のスタジオ・アルバム。

## 背景
ブルースの他に制作の中心を担ったのは、ジミー・リップ（ギター）、ドゥギー・バウン（ドラムス）、バーニー・ウォーレル （キーボード）。同年、ブルースはクリーム時代の盟友ジンジャー・ベイカーとの共演を再開しており、本作では収録曲「ヘイ・ナウ・プリンセス」と「オブセッション」のレコーディングに招いた。
「ブルース・ユー・キャント・ルーズ」はウィリー・ディクスンのカヴァーで、アルバート・コリンズやニッキー・ホプキンスといったゲストが迎えられた。レゲエのリズムを取り入れた「KWELA」では、ブルースが1970年から1971年にかけて在籍したトニー・ウィリアムス・ライフタイムを率いていたトニー・ウィリアムスがドラムスを担当している。

## 評価
広瀬和生は『BURRN!』誌1989年12月号のレヴューで100点満点中73点を付け「幅広い音楽を余裕たっぷりに披露している」「予想以上に"真剣さ"が伝わってくるアルバムで、楽しめた」と評している。また、Joe Viglioneはオールミュージックにおいて5点満点中4点を付け、アルバムの全体像に関して「ロック界で第一級のベーシストによるアルバムとしては、熱狂的なファンにとっても普通のファンにとっても、特に親しみやすい物の一つである」、アラン・ホールズワース、ヴィヴィアン・キャンベル、ベイカーらが参加した「オブセッション」に関して「完全に『カラフル・クリーム』風の音楽性」と評している。

## 収録曲
特記なき楽曲は作詞：ピート・ブラウン／作曲：ジャック・ブルース。
1. ライフ・オン・アース "Life on Earth" – 3:20
  - 作詞・作曲：ジャック・ブルース
2. メイク・ラヴ "Make Love" – 3:37
3. ノー・サレンダー "No Surrender" – 4:25
4. フライング "Flying" – 4;45
  - 作詞：ピート・ブラウン、ジャック・ブルース／作曲：ジャック・ブルース
5. ヘイ・ナウ・プリンセス "Hey Now Princess" – 3:17
6. ブルース・ユー・キャント・ルーズ "Blues You Can't Lose" – 5:26
  - 作詞・作曲：ウィリー・ディクスン
7. オブセッション "Obsession" – 3:55
  - 作詞：ピート・ブラウン、ジャック・ブルース／作曲：ジャック・ブルース
8. KWELA "Kwela" – 5:20
  - 作詞・作曲：ジャック・ブルース
9. レット・ミー・ビー "Let Me Be" – 4:44
  - 作詞：ピート・ブラウン、ジャック・ブルース／作曲：ジャック・ブルース
10. オンリー・プレイング・ゲイムズ "Only Playing Games" – 4:42
11. クエスチョン・オブ・タイム "A Question of Time" – 5:33
  - 作詞：ピート・ブラウン、ジャック・ブルース／作曲：ジャック・ブルース

### CDボーナス・トラック
1. グリース・ザ・ホィールズ "Grease the Wheels" – 3:44

## 参加ミュージシャン
- ジャック・ブルース - ボーカル、ベース、ピアノ、キーボード、シンセサイザー、アコースティック・ギター、チェロ、ハーモニカ
- ジミー・リップ（英語版） - ギター（#7を除く全曲）
- ヴァーノン・リード - リードギター（#1）
- ポール・バレア - スライドギター（#4）
- アルバート・コリンズ - リードギター（#6）
- アラン・ホールズワース - ギター（#7）、SynthAxe（#10）
- ヴィヴィアン・キャンベル - ギター（#7）
- マルコム・ブルース[注釈 1][8][9]  - ギター（#12）
- バーニー・ウォーレル - ピアノ（#2）、シンセサイザー（#2）、キーボード（#3）、ハモンドオルガン（#4、#5、#12）、メロディカ（#11）、クラビネット（#12）、バッキング・ボーカル（#2、#3、#8、#9）
- ニッキー・ホプキンス - ピアノ（#6）
- ジョナス・ブルース[注釈 2][10] - ピアノ（#9）
- ドゥギー・バウン - ドラムス（#1、#3、#4、#6、#9、#10、#11、#12）、パーカッション（#9、#12）
- マーク・ナウシーフ - ガーニアン・ドラムス（#2、#9、#10）、パーカッション（#2、#5、#8、#9）
- ジンジャー・ベイカー - ドラムス（#5、#7）
- トニー・ウィリアムス - ドラムス（#8）
- スティーヴ・ジョーダン - パーカッション（#2）
- ザキール・フセイン - タブラ（#8、#11）、フレームドラム（#11）
- The Savage Horns - ホーン・セクション（#4、#8、#9）
- ゲイリー・ボーン・クーパー - バッキング・ボーカル（#2、#3、#8、#9、#12)、パーカッション（#12）
- The Golden Gate Boys Choir - クワイア（#10）
- The SoMa Footlights Chorus - クワイア（#11）